# صلیب شایستگی برای شجاعت (لهستان)
صلیب شایستگی برای شجاعت (لهستانی: Krzyż Zasługi za Dzielność) یک نشان رسمی در کشور لهستان است که در ۱۹ اکتبر ۱۹۴۲ به عنوان یک «مدال نظامی» ایجاد و مقرر شد و تا جنگ جهانی دوم اعطا می‌شد اما دولتِ پس از جنگ، دیگر آنرا به رسمیت نشناخت. در ۱۶ اکتبر ۱۹۹۲ این مدال مجدداً معرفی و برقرار شد و در حال حاضر به افسران پلیس، آتش نشانان و چندین سازمان نظامی و غیرنظامی درگیر در اطلاعات یا امنیت ملی اعطا می‌شود.
این مدال «برای شجاعت و دلاوری ایثارگرانه در دفاع از قانون، مرزهای ملی و جان و مال شهروندان در شرایط دشوار» اعطا می‌شود.